# Zametopias
Zametopias is een geslacht van spinnen uit de  familie van de Thomisidae (krabspinnen).

## Soorten
- Zametopias speculator Thorell, 1892
- Zametopias trimeni Simon, 1895